# سارة سكالوم يورغنسن
سارة سكالوم يورغنسن (بالدنماركية: Sarah Skaalum Jørgensen)‏ (ولدت في 6 يوليو 1995)، والمعروفة باسم سارة، هي مغنية دنماركية اشتهرت بالفوز بالجزء الرابع من النسخة الدنماركية لبرنامج ذا إكس فاكتور سنة 2010، لما كان عمرها خمسة عشر عاماً.
بدأت الغناء في وقت مبكر بالمشاركة في المسرحيات الموسيقية والانضمام إلى فرقة موسيقية عندما كانت في الثانية عشر من عمرها. وهي تعزف الغيتار، البيانو، وغيتار البيس والطبول، كما وتحب كذلك الرسم والطلاء. يورغنسن مثلية الجنس علناً.
اكتسبت اهتمامًا عالميًا في الأساس بسبب انفتاحها على حياتها وميولها الجنسية المثلية في سن مبكرة تبلغ 15 عامًا. وبعد وقت قصير من فوزها بالجزء الرابع من النسخة الدنماركية لبرنامج ذا إكس فاكتور سنة 2010، هنأتها أكبر وسائل الإعلام المثلية في العالم مبينة أنها أول مثلية الجنس تفوز بأي نسخة من برنامج ذا إكس فاكتور في العالم. ومع ذلك، غالباً ما نوقش في وسائل الإعلام الدنماركية أنه لا ينبغي على الناس التركيز على حياتها وميولها الجنسية ولكن على مهاراتها في الغناء.
تزوجت يرغنسن في 12 ديسمبر عام 2014، لما كان عمرها 19 عاماً، من شريكتها سيكا كاترين آندرسن التي كان عمرها 22.

## أعمالها الفنية

### ألبومات
- 2011: «هييرتيسكود» (بالدنماركية: Hjerteskud)‏

### أغاني فردية
- 2011: مين أوييستن (بالدنماركية: Min øjesten)‏
- 2011: «أوكاي» (بالإنجليزية: okay)‏
- 2011: «نار دو رور ميك» (بالدنماركية: Når du rør mig)‏
- 2012: «آي كانت»(بالإنجليزية: I Can't)‏
- 2012: «تونايت ويري إن لوف» (بالإنجليزية: Tonight We're in Love)‏

## وصلات خارجية
- سارة سكالوم يورغنسن على موقع ميوزك برينز (الإنجليزية)
- سارة سكالوم يورغنسن على موقع ديسكوغز (الإنجليزية)

- صفحة إكس فاكتور (النسخة الدنماركية)
- الموقع الرسمي (بالدنماركية)